# 中村一叶
中村一叶（日语：／ Nakamura Kazuha，2003年8月9日—），女歌手，是韓國女子音樂組合LE SSERAFIM成员之一，跟随团体于2022年5月2日以迷你专辑《FEARLESS》出道。

## 早年生活
中村一葉出生於日本高知县高知市，為家中獨女。2歲時全家搬到大阪市，3歲時在母親的推薦下，她開始就讀位於大阪府高槻市的「橋本幸代芭蕾舞學校」，並接受古典芭蕾與現代舞的訓練。並一直在當地生活至16歲。小學就讀关西大学附屬小學，畢業後直升國中部與高中部。但在高中時，她因準備芭蕾留學而選擇中途退學。

## 經歷

### 出道前
2020年，就讀關西大學高中部期間，她為了芭蕾留學前往歐洲，先後在俄羅斯莫斯科的波修瓦芭蕾學院（Bolshoi Academy）與英國皇家芭蕾舞學院進行研修，之後進入荷蘭國立芭蕾學院（Dutch National Ballet Academy）留學。
一葉在出國留學前偶然看到了BLACKPINK的音樂錄影帶，被其激勵前往大阪參加他們的演唱會。這最終促使她在2021年參加了HYBE的K-POP試鏡。在荷蘭留學期間，她提交了自己表演BTS的《Dynamite》和芭蕾舞蹈編排的影片進行SOURCE MUSIC的線上試鏡，並成功通過了試鏡。當時，她正在為是否應該在學期間參加芭蕾舞團的試鏡而掙扎，但最終決定走上一條新路，前往韓國。

### LE SSERAFIM時期
2022年5月以女子组合LE SSERAFIM成员的身分出道。6月2日，开设个人Instagram账号。7月19日，時尚雜誌《ELLE KOREA》公開首個個人畫報 。11月6日，成為Etude代言人。
2023年2月17日，成為美髮品牌LADOR的品牌模特。4月4日，成為Calvin Klein形象代言人。8月4日，公開與Calvin Klein拍攝的畫報。

## 音樂作品

### 创作歌曲
- 韩国音乐著作群协会(KOMCA)登记名字为「NAKAMURA KAZUHA」(登記編號為10038813[23])

| 發行日期   | 歌曲名稱                            | 收錄專輯       | 作詞 | 作曲 | 歌曲編號     |
| 2023       | 2023                                | 2023           | 2023 | 2023 | 2023         |
| ---------- | ----------------------------------- | -------------- | ---- | ---- | ------------ |
| 2023-05-01 | 〈BETWEEN YOU ME AND THE LAMPPOST〉 | 《UNFORGIVEN》 |      |      | 100005012828 |
| 2024       |                                     |                |      |      |              |
| 2024-02-19 | Swan Song                           | 《EASY》       |      |      |              |

## 註解
1. ↑  以 Kazuha諧音的韓語名，最接近的姓氏為「姜」氏
2. ↑  《LE▶️PLAY》 第十一集中提及在大阪出身

## 外部連結
- 中村一葉的Instagram帳戶